# Sprænghoved
Sprænghoved er en militær teknisk betegnelse for den del af et missil, en raket eller en torpedo, der sprænges og derved forvolder den tilsigtede skade.

## Klassifikation
Der findes flere forskellige former for sprænghoveder, afhængigt af hvordan de forvolder skade:
- Eksplosive
  - Konventionelle
    - En eksplosion, der på grund af den udløste varme og/eller trykbølge forvolder skade
    - Fragmentation, hvor sprænghovedet bliver sprængt i mange stykker og disse stykker individuelt forvolder skade

  - Nukleare sprænghoveder forvolder skade på flere forskellige måder, dels som den skade der forvoldes af ovennævnte eksplosion, dels ved spredning af radioaktiv stråling
- Kemiske sprænghoveder indeholder en krigsgas, som spredes og derved forvolder skade
- Biologiske sprænghoveder indeholder sygdomsfremkaldende biologisk materiale, som spredes og derved forvolder skade
- Kinetisk sprænghoved, forvolder skade ved at kraften fra sprænghovedets fart og vægt overføres til målet og derved skader det. En egentlig eksplosion er ikke nødvendig.

| Militær | Spire Denne artikel om militær er en spire som bør udbygges. Du er velkommen til at hjælpe Wikipedia ved at udvide den. |